# پل قشلاق
'پل قشلاق'به ترکی آذربایجانی قیشلاق در شرق سنندج، بر روی رودخانه قشلاق ساخته شده و از آثار دوره صفویه و زندیه است که در دوره‌های بعد به ویژه در دوره قاجاریه تعمیر و بازسازی شده‌است. این پل به سفارش شاه صفی و توسط «سلیمان خان اردلان»، سال ۱۰۴۶ هجری قمری در مسیر سنندج به همدان ساخته شده‌است. پل در زمان «امان‌الله خان اردلان»، تعمیر و مرمت کامل شد و بعد به دلیل خرابی و ویرانی بیش از حد، دوباره در سال ۱۲۶۸هجری قمری، توسط «میرزا رضا وزیر کردستانی» پل بازسازی شد. وجود یک سنگ نبشته بر سینه کوه مجاور پل سال ۱۲۸۹هجری قمری، حکایت از تعمیر و مرمت پل در زمان «ناظم الایاله میرزا غلام حسین خان» دارد.

## معماری پل

پل قشلاقی، سال ۲۰۰۹ میلادی

پل به خط مستقیم ساخته شده و دارای حدود ۷۸ متر درازا، ۳ متر پهنا و شش دهانه است. از نظر استحکام و توجه به عناصر مختلف تشکیل دهنده آن پل قشلاق از نمونه‌های خوب پل‌سازی دوره صفوی است. ۶ دهانه پل با طاق‌های جناغی پوشش یافته‌اند.
عرض دهانه‌ها از شرق به غرب افزایش می‌یابد و از ۲۰/۲ متر به ۲۰/۴ متر می‌رسد. ارتفاع پل در بالاترین نقطه آن، از کف رودخانه به حدود ۶/۴ متر می‌رسد. هم چنین ارتفاع تیزه طاق از کف رودخانه از ۵/۱ متر تا ۵/۲ متر متغیر است. در دو سوی معبر روی پل، دو جان پناه به ارتفاع نیم متر کار شده‌است. پایه‌های پل از دو طرف به صورت آب بر و مثلثی، شکل داده شده‌اند و بر روی آن‌ها آبگذرهای کوچک‌تری به ارتفاع ۲۰/۱ و عرض ۸/۰ متر تعبیه شده‌است. کف پل سنگ‌فرش شده‌است. پایه‌های سنگی پل از کف سنگ‌فرش ۱ متر ارتفاع دارد. ساختمان اصلی پل با آجر اجرا شده‌است.